# Gare de Penhoët
La gare de Penhoët [pɛ̃wɛt] est une gare ferroviaire française de la ligne de Tours à Saint-Nazaire, située dans le quartier Méan-Penhoët, près des chantiers de l'Atlantique, à Saint-Nazaire, dans le département de la Loire-Atlantique, en région Pays de la Loire.
C'est une halte voyageurs de la Société nationale des chemins de fer français (SNCF) desservie par des trains express régionaux TER Pays de la Loire.

## Situation ferroviaire

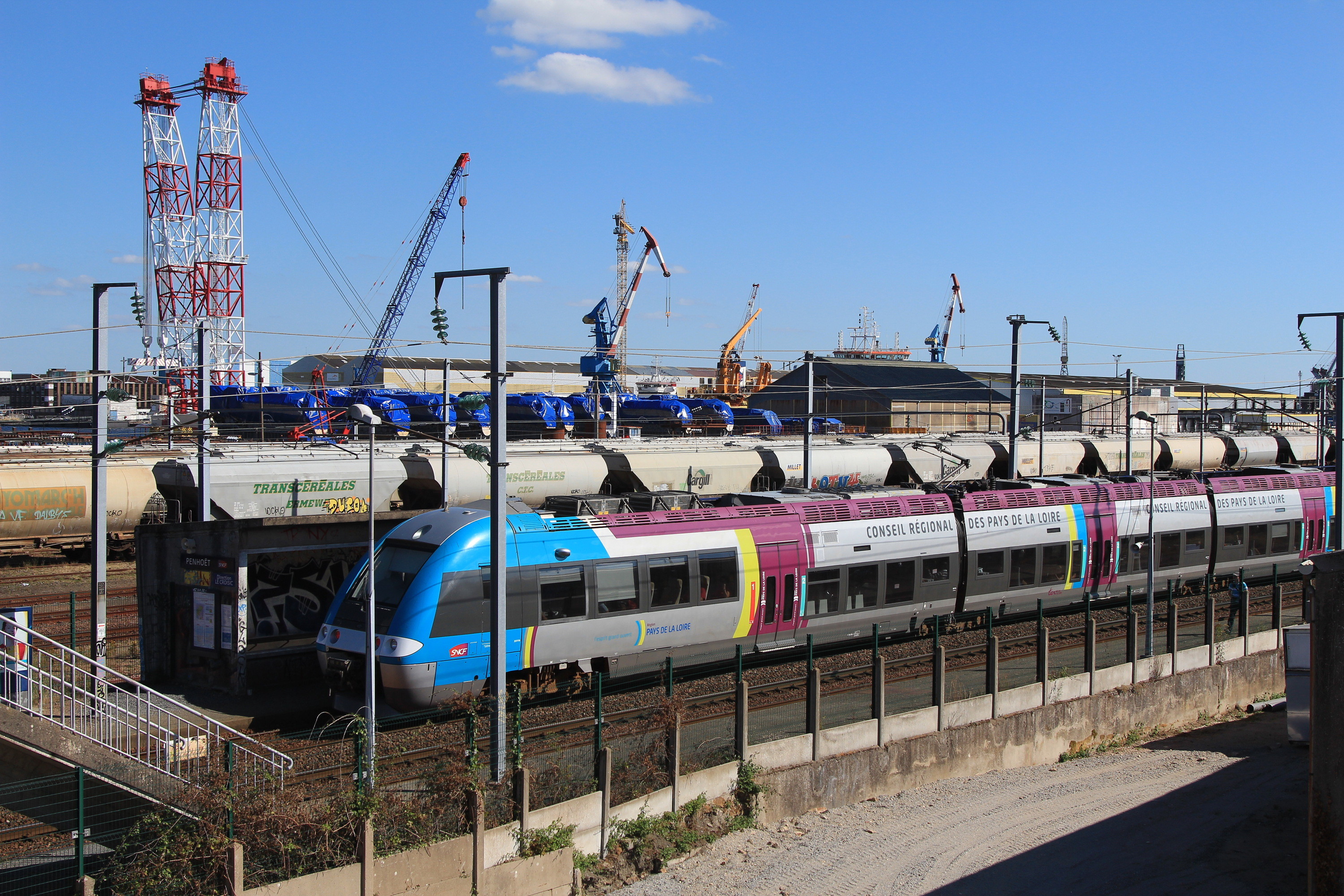
Une ZGC desservant la halte, en direction du Croisic, avec en arrière plan, les installations portuaires.

Établie à 5 mètres d'altitude, la gare de Penhoët est située au point kilométrique (PK) 493,027 de la ligne de Tours à Saint-Nazaire entre les gares de La Croix-de-Méan et de Saint-Nazaire.
Les voies de service de la desserte portuaire la séparent des quais de la zone portuaire et des chantiers navals.

## Histoire
La région inaugure la rénovation de l'arrêt le 3 mai 2016. Grâce au programme européen « Citizens rail », la région a fait appel aux étudiants de l’École de design Nantes Atlantique qui ont présenté neuf projets à la population nazairienne. Gares & Connexions, filiale de la SNCF chargée de l'aménagement des gares, a finalement retenu et utilisé la base du projet « Tuyau toi » qui a été plébiscité pour réaliser l'étude préliminaire entre août et décembre 2013.
En 2014, selon les estimations de la SNCF, la fréquentation annuelle de la gare est de 29 251 voyageurs.

## Services des voyageurs

### Accueil

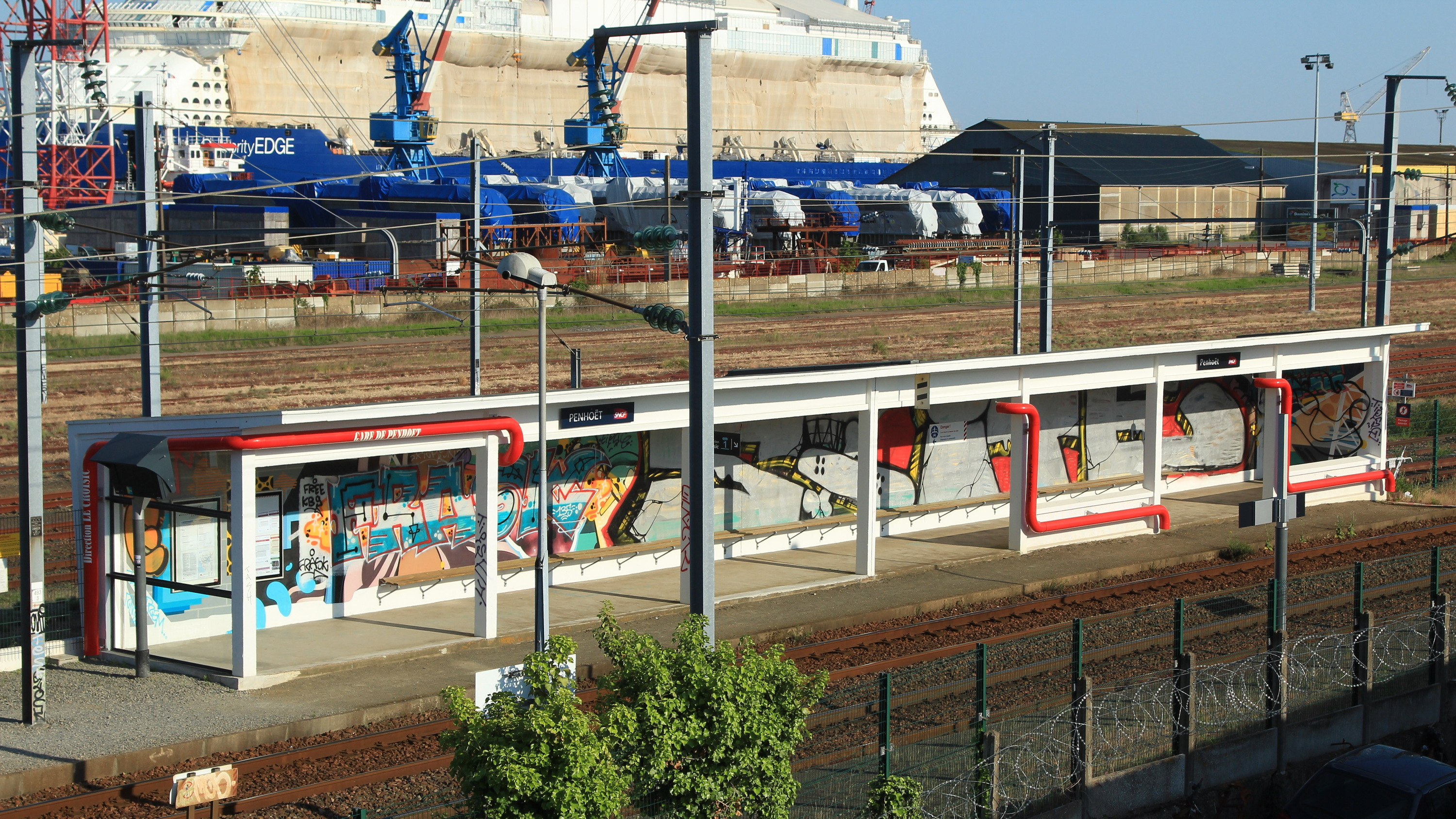
Abri de quai desservi par les trains en provenance de Savenay. À l'arrière plan, un paquebot en cours d' armement.

Halte SNCF, c'est un point d'arrêt non géré (PANG) à accès libre.
Une passerelle permet l'accès aux quais et la traversée des voies de la ligne et du faisceau. Elle a ses accès rue René Cassin (accès ouest) et avenue de Penhoët (accès est).
Cette halte (dont l'existence n'est justifiée que par la présence des Chantiers de l'Atlantique, situés à proximité) a longtemps été dépourvue de toute signalétique (nom de l'arrêt, direction, etc.). Les plaques signalétiques et l'affichage que l'on retrouve dans toutes les gares TER du réseau n'ont fait leur apparition qu'au début des années 2010. Elle est équipée d'abris de quais en béton entièrement rénovés en 2015. La SNCF a fait appel à des artistes pour faire des fresques sur les murs.

### Desserte
La gare est desservie par des trains TER Pays de la Loire circulant entre Nantes et Saint-Nazaire (éventuellement prolongés jusqu'au Croisic).

### Intermodalité
La gare est desservie à distance, moyennant l'emprunt de la passerelle piétonne au-dessus des voies ferrées, par la station Leferme de la ligne Hélyce du réseau Ycéo.